# Homalota opacicollis
Homalota opacicollis är en skalbaggsart som först beskrevs av Max Bernhauer 1907.  Homalota opacicollis ingår i släktet Homalota och familjen kortvingar. Inga underarter finns listade i Catalogue of Life.